# 肯普頓 (北達科他州)
肯普頓（英語：Kempton）是位於美國北達科他州大福克斯縣的非建制地區。

## 歷史
肯普頓的郵局於1887年設立，其後於1963年停運。

## 地理
肯普頓所處的海拔為高於海平面343米（即1125英呎），而該地所採用的時區為UTC-6，即北美中部时区（CST）。同時該地設有夏令時間，為UTC-6調快一小時，即UTC-5（CDT）。